# 五联站
五联站，工程名为西文区间风井，是杭州地铁19号线的一座车站，位于中华人民共和国浙江省杭州市西湖区文新街道文三西路与古墩路交叉口西侧，沿文三西路东西方向敷设，于2023年11月30日开通运营。
本站在环评阶段作为风井出现，但在施工阶段按车站规模实施。

## 车站结构
本站为地下二层岛式车站，双柱三跨现浇钢筋混凝土框架结构，一般段底板位于黏土层。本站作为轨排基地，设置一处轨排孔，主体结构外包总长291.1m，总宽21.7m，顶板覆土约4.37m，从大里程端到小里程端结构按 0.2%、2.8%降坡。围护结构采用地下连续墙，主体采用叠合墙结构，半包防水方式，半盖挖顺做法施工。主体结构标准段基坑开挖深度约22.0m，地下连续墙深约45m；小里程盾构井段基坑开挖深度约 26.8m，地下连续墙深约47m；大里程盾构井段基坑开挖深度约23.6m，地下连续墙深约46m。负一层C口通道及负二层站台均设有洗手间、第三卫生间，母婴室位于负一层C口通道。

### 楼层分布
| 1层  | 地面               | 出入口                             |  |  |
| -1层 | 站厅               | 自动售票机、客服中心、商店、卫生间 |  |  |
| -2层 |                    | █ 19号线 往火车西站（西溪湿地北）  |  |  |
|      | 岛式站台，左侧开门 |                                    |  |  |
|      |                    | █ 19号线 往永盛路（文三路）        |  |  |

### 设计
五联站装修设计以“香樟绿影”为主题，提取杭州市树香樟树元素，描绘一幅人、自然、文化的优美画卷，体现杭州独特的江南风情。
- 站台端部
- 站台中部
- 站厅
- 站厅
- 站厅天花板细节
- 大字壁
- 站台上设置有厕所

### 出入口
| 编号          | 出口标识            | 建议前往的目的地 | 图片 |
| ------------- | ------------------- | --- | ---- |
| 出EXIT C      | 文三西路北侧 西城路 | 文三西路、西城路 五联西苑、金都花园、金海公寓、金田花园、金都花园、丹枫新村                                                          |      |
| 出EXIT D      | 文三西路南侧        | 文三西路 云桂花园、丹桂花园、金桂花园、阳光花园                                                                                      |      |
| 出EXIT E      | 文三西路南侧 古墩路 | 文三西路、古墩路、欣桂巷 金欣公寓、金都花园、康乐香港城、古墩路115号小区、丹枫新村、康乐新村、丹桂花园、西城新座、紫金公寓、嘉禾花苑 |      |
| 註： 设有电梯 |                     | |      |

## 车站周边
本站周边以居住用地为主，北侧由西向东现状分别为五联西苑、金都花园、金海公寓、康乐新村；南侧由西向东分别为云桂花园、金欣公寓、香港城小区等。

## 接驳交通
- 杭州公交

C、D口：皇朝花园（五联村）
- 杭州公共自行车